# William Besse
Pour les articles homonymes, voir Besse.
William Besse, né le 10 mars 1968 à Bruson, est un skieur alpin suisse qui a mis un terme à sa carrière sportive à la fin de la saison 1999. Spécialiste de descente, il compte treize podiums dont quatre victoires en Coupe du monde.

## Biographie
William Besse naît le 10 mars 1968 à Bruson, village faisant partie de la commune de Bagnes dans le canton du Valais. Il commence le ski à trois ans. Après avoir participé aux courses OJ puis aux courses FIS, il remporte la descente des Championnats du monde juniors de 1986 à Bad Kleinkirchheim (Autriche). Il gagne ensuite le classement de la descente de la Coupe d'Europe 1986-1987. Il participe à sa première épreuve de Coupe du monde fin 1987 puis marque ses premiers points le 9 janvier 1988 avec une septième place lors de la descente de Val-d'Isère (France). Besse se rend au Canada pour les Jeux olympiques d'hiver de 1988, mais il se fracture le métacarpe de la main droite en chutant pendant le deuxième entraînement de la descente et ne participe à aucune épreuve.
William Besse termine cinquième de la descente des Championnats du monde 1989 à Vail (États-Unis), derrière l'Allemand Hans-Jörg Tauscher et trois autres Suisses. Cela restera son meilleur résultat aux Championnats du monde. Il monte pour la première fois sur le podium en Coupe du monde en janvier 1990 en terminant troisième et deuxième des deux descentes de Val-d'Isère. Il est huitième de la descente des Championnats du monde 1991 à Saalbach-Hinterglemm (Autriche). Le 6 mars 1992, il gagne sa première épreuve de Coupe du monde lors de la descente de Panorama au Canada. Il est ensuite deuxième de la descente d'Aspen (États-Unis). En décembre 1992, il termine premier et deuxième des deux descentes de Val Gardena (Italie). Il est ensuite troisième de celle de Veysonnaz (Suisse). La saison 1992-1993 est la meilleure de Besse en Coupe du monde : il est troisième du classement de la descente et treizième du classement général. Il n'est cependant que vingt-troisième de la descente des Championnats du monde de Morioka, au Japon. Après une troisième place à Kitzbühel (Autriche), Besse gagne deux descentes pendant la saison 1993-1994 de Coupe du monde : celle du Lauberhorn à Wengen, en Suisse, et celle de Vail aux États-Unis. Il est cinquième du classement de la descente à la fin de la saison. Il est seizième de la descente olympique de Lillehammer (Norvège).
William Besse obtient ensuite moins de bons résultats. Après une huitième place en tant que meilleur résultat de la saison 1994-1995, il est deuxième de la descente de Veysonnaz en 1995-1996. En 1996-1997, il est deuxième à Bormio, troisième à Kitzbühel et champion suisse de descente. Il ne fait pas mieux que septième en 1997-1998 et dix-septième en 1998-1999. En 1999, il décide d'arrêter sa carrière sportive à l'âge de 31 ans. Après sa carrière, il est consultant pour la Télévision suisse romande puis pour la Radio télévision suisse. Sculpteur sur bois et prof de ski à Verbier, il possède un chalet au Canada.
En décembre 2022, il subit une greffe de foie à la suite d'une longue maladie auto-immune.
Il est marié et père de deux enfants.

## Palmarès

### Jeux olympiques
| Épreuve / Édition | Albertville 1992 | Lillehammer 1994 |
| Descente          | —                | 16e              |
| Super G           | —                | DNF              |
| Combiné           | DNF              | —                |

### Championnats du monde
| Épreuve / Édition | Vail 1989 | Saalbach-Hinterglemm 1991 | Morioka Shizukuishi 1993 | Sierra Nevada 1996 | Sestrières 1997 |
| Descente          | 5e        | 8e                        | 23e                      | 13e                | 13e             |
| Super G           | —         | —                         | —                        | 27e                | 20e             |

| Épreuve / Édition | Bad Kleinkirchheim 1986 |
| Descente          | Or                      |
| Slalom géant      | 35e                     |

### Coupe du monde
- Meilleur résultat au classement général : 13e en 1990 et 1993
  - 13 podiums dont 4 victoires (4 descentes)

#### Différents classements en coupe du monde
| Année/Classement | Année/Classement | Descente | Descente | Super G | Super G | Combiné | Combiné | Général | Général |
| Année/Classement | Année/Classement | Rang     | Points   | Rang    | Points  | Rang    | Points  | Rang    | Points  |
| ---------------- | ---------------- | -------- | -------- | ------- | ------- | ------- | ------- | ------- | ------- |
| 1988             | 1988             | 23e      | 19       | —       | —       | 20e     | 4       | 46e     | 23      |
| 1989             | 1989             | 13e      | 43       | —       | —       | 18e     | 8       | 27e     | 51      |
| 1990             | 1990             | 4e       | 88       | —       | —       | 6e      | 14      | 13e     | 102     |
| 1991             | 1991             | 9e       | 47       | —       | —       | 13e     | 3       | 27e     | 50      |
| 1992             | 1992             | 7e       | 366      | 29e     | 65      | 36e     | 10      | 17e     | 441     |
| 1993             | 1993             | 3e       | 366      | 34e     | 44      | 18e     | 32      | 13e     | 442     |
| 1994             | 1994             | 5e       | 446      | 16e     | 69      | —       | —       | 14e     | 515     |
| 1995             | 1995             | 31e      | 45       | 47e     | 6       | —       | —       | 75e     | 51      |
| 1996             | 1996             | 13e      | 176      | 22e     | 50      | —       | —       | 35e     | 226     |
| 1997             | 1997             | 9e       | 288      | 27e     | 35      | —       | —       | 31e     | 323     |
| 1998             | 1998             | 28e      | 79       | —       | —       | —       | —       | 68e     | 86      |
| 1999             | 1999             | 48e      | 14       | —       | —       | —       | —       | 113e    | 14      |

#### Détail des victoires
| Édition / Épreuve | Descente    |
| 1992              | Panorama    |
| 1993              | Val Gardena |
| 1994              | Wengen Vail |
| Total             | 4           |

### Arlberg-Kandahar
- Meilleur résultat : 6e place dans la descente 1994 à Chamonix